# Cyathodium bischlerianum
Cyathodium bischlerianum är en bladmossart som beskrevs av N.Salazar. Cyathodium bischlerianum ingår i släktet Cyathodium och familjen Cyathodiaceae. Inga underarter finns listade i Catalogue of Life.